# Cristo atado a la columna (Zurbarán)
Cristo atado a la columna es un lienzo realizado por Francisco de Zurbarán, que representa un tema inédito en un su anterior producción artística. Existen dudas sobre su fecha de ejecución, que podría ser a finales de su última etapa en Sevilla, o bien en su segunda etapa en Madrid, que tuvo lugar entre mayo de 1658 y su fallecimiento en 1664.

## Introducción
En la etapa final de la producción de Zurbarán, los anteriores clientes monásticos fueron sustituidos por particulares, que preferían otros temas y demandaban otra sensibilidad. Si bien continuó pintando motivos como la Inmaculada, empezó otros como el del presente lienzo. Al mismo tiempo, renovó su técnica pictórica, dotándola de una iluminación más refinada, y de un modelado tan firme como delicado.

## Tema de la obra
Este lienzo representa el motivo iconográfico conocido como Cristo en la columna, lo cual debió ser necesario para la flagelación de Jesús. Esta escena debió suceder en el pretorio de Jerusalén —gobernado por Poncio Pilato— antes de la presentación de Cristo al pueblo, en el episodio conocido como ecce homo. Sin embargo, el evangelio de Lucas, refiere una escena parecida entre el Prendimiento y la comparecencia ante Caifás: Lc 22: 63-65. En todo caso, los evangelios canónicos no hablan propiamente de flagelación ni de columna. Los versículos a los cuales mejor se adapta este lienzo son Mt. 27:26-31 y Mc 15:15-20, aunque también podría deducirse de Jn 19: 1-3.Este tema había sido tratado anteriormente por Zurbarán en dos ocasiones, pero con la figura de San Pedro arrepentido.

## Descripción
Datos técnicos y registrales

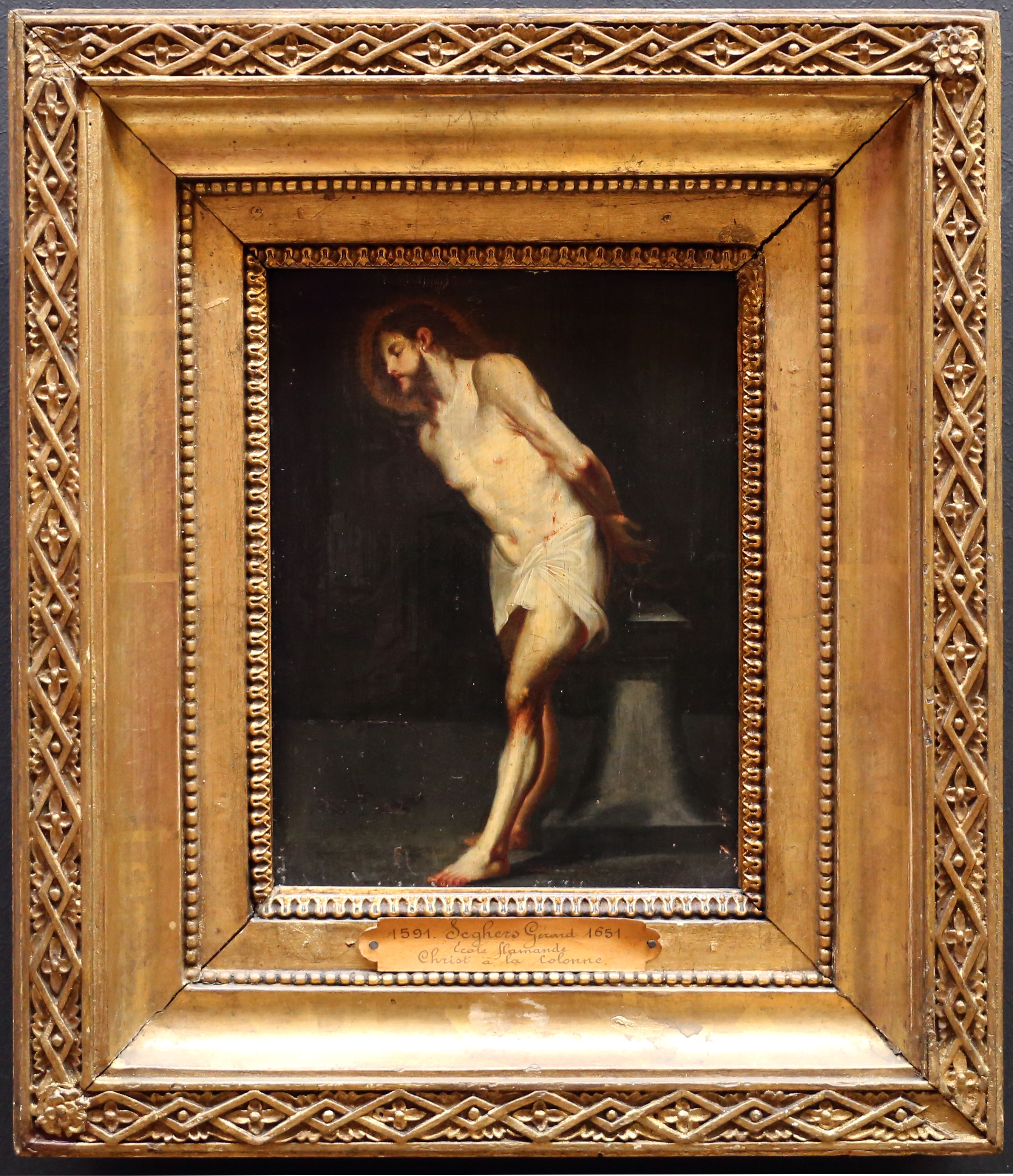
Cristo atado a la columna, de Gerard Seghers

- Museo Nacional de Breslavia, (Según Odile Delenda, en Poznan, Muzeum Naradowe w Poznaniu)
- Pintura al óleo sobre lienzo; 179 x 123 cm; Fecha de realización:1655-1661;
- Catalogado por Odile Delenda con el número 244 y por Tiziana Frati con el número 493.[8]

### Análisis de la obra
Según Diego Angulo, Zurbarán se podría haber basado en un grabado de Lucas Vorsterman, realizado a su vez sobre una pintura de Gerard Seghers. En el grabado de Vorsterman aparecen unos sayones, que Zurbarán habría omitido para dar mayor patetismo a la escena.
Jesucristo aparece atado a una columna baja, como recomendaban los exegetas después del Concilio de Trento. Su escultural figura destaca sobre un fondo oscuro y neutro, mientras que su rostro muestra el más profundo sentimiento. Cabe destacar la firmeza de la pincelada, la fuerza del colorido y la maestría de la iluminación. Aunque esta pintura recuerde al Cristo flagelado recogiendo su túnica —del año 1661— la figura es muy parecida a la de los Cristos crucificados realizados a partir de 1638-40, por lo que este lienzo podría pertenecer al último período sevillano del artista.

## Procedencia
1. Sevilla (?);
2. París. Colección del barón Mathieu de Faviers, ca 1815-1835;
3. Vendido por la baronesa Mathieu de Faviers al Rey de Prusia en 1835;
4. Berlín, Königliches Museum, 1835; Berlín, Kaiser Friedrich Museum (hasta 1884);
5. Depositado en Breslau (Breslavia), Schlesisches Museum der bildenden Künste (hasta 1906);
6. Poznán, Muzeum Naradowe w Poznaniu.[12]